# Mohawk State Forest
Mohawk State Forest ist einer der sechs ältesten Wälder im Connecticut state forest system. Er befindet sich in den südlichen  Berkshire Mountains von Litchfield County.

## Geographie
Das Gebiet enthält Anteile der Städte Cornwall, Goshen und Litchfield. Nach Südwesten schließt sich der Wyantenock State Forest an. Der Park entwässert nach Süden zum Shepaug River und nach Nordwesten zum Housatonic River.

## Geschichte
1921 wurden  12 km² Land vom White Memorial Trust bereitgestellt. Heute umfasst der Park fast 15 km² und ist auch bekannt unter dem Namen Mohawk State Forest/Mohawk Mountain State Park. Der Name bezieht sich wohl nur indirekt auf die Mohawk. Sie lebten nicht in diesem Gebiet, aber die Überlieferung sagt, dass die ortsansässigen Stämme Warnfeuer auf dem Berggipfel entzündeten, um benachbarte Gemeinschaften im Süden vor heranziehenden Mohawks zu warnen.

## Tourismus
Das Gebiet ist im Winter ein beliebtes Revier für Skitouren und für Ski- und Snowboardfahren im nahegelegenen Mohawk Mountain Ski Area. Im Herbst ist der Park Ort für leaf-peeping. Darüber hinaus bietet er Wander- und Camping-Möglichkeiten. Er ist einer der Wenigen Wälder in Connecticut, in denen Jagen verboten ist.
Black Spruce Bog
Auf dem Gelände liegt auch eines der seltenen Moore von Connecticut. Man findet dort seltene Pflanzen wie Sheep laurel (Kalmia angustifolia), Torfgränke (Chamaedaphne calyculata), Torfmoose, Sonnentau und Schlauchpflanzengewächse, während Weymouth-Kiefer, Schwarz-Fichte, Kanadische Hemlocktanne und Tamarack in den Himmel wachsen. Ein Bohlenweg führt Besucher ins Moor und es gibt eine zusätzliche Einrichtung für Gehbehinderte.
Cunningham Tower
Ein alter, entkernter Steinturm steht im nördlichen Teil des Waldes.
Mohawk Mountain
Der Gipfel von Mohawk Mountain (512 m) bietet einen herrlichen Blick auf die Taconic Mountains und die Berkshire Mountains nach Norden und Nordwesten. Von dort aus kann man Gipfel bis weit nach New York und Massachusetts hinein. An klaren Tagen kann man Mount Greylock und die östlichen Catskill Mountains erkennen. Der Blau-markierte Mattatuck Trail führt über den Berg.
Einige Berge, die man vom Gipfel sehen kann, sind:
- Bear Mountain (CT)
- Race Mountain (MA)
- Mount Everett (MA)
- Canaan Mountain (CT)
- Cream Hill (CT)
- Wetuwanchu Mountain (CT)

Mohawk Pond
Im Süden grenzt der Staatswald an den Mohawk Pond, einen kleinen Toteissee mit einem Bestand an Forelle, Bachsaibling und Regenbogenforelle.
Red Mountain
Red Mountain (503 m) ist nur zu Fuß über den Mohawk Trail (früher Appalachian Trail) zu erreichen. Er beherrscht den nördlichsten Teil des Staatswaldes. Aufgrund des flach anstehenden Grundgesteins wachsen auf dem Gipfel buschige Eichen.